# 拉腊州
拉臘州（西班牙語：Estado Lara）是委內瑞拉西部的一個州，南界安第斯山脈，北臨法爾孔州、東臨亞拉奎州、西臨蘇利亞州、西南接特魯希略州、南臨波圖格薩州、東南接科赫德斯州。面積19,800平方公里，2007年人口1,795,100人。首府巴基西梅托。
1901年建州。下分九個自治市。